# Nonen
Nonen je sloučenina patřící mezi alkeny. Má mnoho možných strukturálních izomerů, které se liší umístěním dvojné vazby a rozvětveností nebo nerozvětveností uhlíkového řetězce.

## Použití
Průmyslově nejdůležitějšími noneny jsou trimery propenu (propylenu). Tato směsice rozvětvených izomerů nonenu se používá k alkylaci fenolu na nonylfenol, prekurzor detergentů.